# 米申灣 (佛羅里達州)
米申灣（英語：Mission Bay）是位於美國佛羅里達州棕櫚灘縣的一個人口普查指定地區。

## 地理
米申灣的座標為26°21′59″N 80°13′00″W / 26.36639°N 80.21667°W，而該地最高點為海拔高度4米（即13英尺）。

## 人口
根據2010年美國人口普查的數據，米申灣的面積為2.00平方千米，當中陸地面積為2.00平方千米，而水域面積為0.00平方千米。當地共有人口2926人，而人口密度為每平方千米1,463人。